# Bruno Valdez
Bruno Amílcar Valdez Rojas(Fernando de la Mora, Paraguay; 6 de octubre de 1992) es un futbolista profesional paraguayo, juega como defensor y su equipo actual es el Club Cerro Porteño de la Primera División de Paraguay.

## Trayectoria

### Sol de América
Se formó en las divisiones inferiores del Club Sol de América donde llegó en el 2008, en la categoría sub-15, debutó en primera división en el año 2011 con 19 años, bajo la dirección técnica del profesor Jorge Campos.
Convirtió su primer gol en el año 2012, contra el Club Cerro de Franco y así se ganó la titularidad rápidamente en el club y permaneció como tal las próximas tres temporadas.

### Cerro Porteño
A mediados de 2014, Valdez fue sondeado por varios clubes como Libertad, Godoy Cruz y Racing pero finalmente el 12 de julio de ese año fichó por el Club Cerro Porteño, durante cuatro años, vendido por Sol de América.
Debutó en Cerro Porteño en la segunda fecha del torneo Clausura contra Libertad, en partido que terminaría con el marcador igualado a cero. A pesar de una participación irregular en su equipo en este semestre, en el que solamente ingresaba en los minutos finales de los partidos, logró convertir su primer gol en Cerro Porteño, ante Sportivo Luqueño en la novena fecha del torneo.
El 24 de mayo de 2015 conquistó con Cerro Porteño su primer título a nivel profesional, el del torneo Apertura, siendo titular permanente.

### Club América
El 23 de mayo de 2016 se hace oficial su traspaso al Club América por una cifra que ronda los 3 millones de dólares y un contrato de 4 años, para disputar el Apertura 2016 de la Liga MX. En su primer año en el fútbol mexicano alterno la titularidad en el puesto defensor central, pero luego logró afianzarse como titular y más de una vez jugando de lateral cuando su equipo lo necesitó.
Consiguió su primer título en el año 2018 cuando el América salió campeón del Torneo Apertura 2018. Acabó segundo en la fase regular y luego en la final se coronaría como vencedor tras derrotar en la final a Cruz Azul por un 2-0 global. Sobre el final de la temporada 2018-19 el jugador paraguayo logró su segundo título en México. Sería el de la Copa México, donde en la final se midió con el Fútbol Club Juárez y le ganarían por 1-0. 
Nuevamente lograrían llegar a la instancia final en el Torneo Apertura 2019. En la final se enfrentarían a Monterrey, pero esta vez se verían derrotados en la tanda de los penales tras un empate 3-3 en el global. Sus buenas actuaciones en el América lo llevaron a jugar más de 150 partidos y en mayo de 2020 renovó su contrato hasta julio de 2023, sin embargo, en enero de 2023 se anunció la salida del jugador.

### Boca Juniors
El 16 de enero de 2023 se anunció como nuevo refuerzo de Boca Juniors, firmando un contrato por 3 años.

## Selección nacional
Ha sido internacional con la selección de fútbol de Paraguay. En 2015, Bruno disputó la Copa América de Chile bajo la conducción técnica de Ramón Ángel Díaz. Alternó partidos como lateral derecho y zaguero central constituyéndose en una de las revelaciones jóvenes del torneo por sus buenos rendimientos.

### Participaciones en fases eliminatorias
| Torneo                        | Sede     | Resultado      | Partidos | Goles |
| ----------------------------- | -------- | -------------- | -------- | ----- |
| Clasificación Mundial de 2018 | Conmebol | Séptimo puesto | 9        | 1     |

### Participaciones en fases finales
| Torneo               | Sede           | Resultado        | Partidos | Goles |
| -------------------- | -------------- | ---------------- | -------- | ----- |
| Copa América de 2015 | Chile          | Cuarto puesto    | 4        | 0     |
| Copa América de 2016 | Estados Unidos | Primera fase     | 2        | 0     |
| Copa América de 2019 | Brasil         | Cuartos de final | 2        | 0     |

## Estadísticas

### Clubes
Actualizado al último partido jugado el 8 de noviembre de 2023.
| C. Sol de América Paraguay   |               |               |     |    |    |    |    |    |     |    |
| 1.ª                          | 2011          | 3             | 0   | —  | —  | —  | —  | 3  | 0   |    |
| 1.ª                          | 2012          | 34            | 2   | —  | —  | —  | —  | 34 | 2   |    |
| 1.ª                          | 2013          | 42            | 1   | —  | —  | —  | —  | 42 | 1   |    |
| 1.ª                          | 2014          | 18            | 2   | —  | —  | —  | —  | 18 | 2   |    |
| Total club                   | Total club    | 97            | 5   | 0  | 0  | 0  | 0  | 97 | 5   |    |
| C. Cerro Porteño Paraguay    |               |               |     |    |    |    |    |    |     |    |
| 1.ª                          | 2014          | 16            | 2   | —  | —  | 5  | 0  | 21 | 2   |    |
| 1.ª                          | 2015          | 35            | 2   | —  | —  | 2  | 0  | 37 | 2   |    |
| 1.ª                          | 2016          | 9             | 0   | —  | —  | 6  | 0  | 15 | 0   |    |
| Total club                   | Total club    | 60            | 4   | 0  | 0  | 13 | 0  | 73 | 4   |    |
| C. América · México          | 1.ª           | 2016-17       | 30  | 4  | 8  | 1  | 3  | 0  | 41  | 5  |
| C. América · México          | 1.ª           | 2017-18       | 37  | 3  | 6  | 0  | 6  | 0  | 49  | 3  |
| C. América · México          | 1.ª           | 2018-19       | 39  | 10 | 7  | 3  | —  | —  | 46  | 13 |
| C. América · México          | 1.ª           | 2019-20       | 29  | 2  | 1  | 0  | 3  | 1  | 33  | 3  |
| C. América · México          | 1.ª           | 2020-21       | 10  | 1  | —  | —  | 4  | 0  | 14  | 1  |
| C. América · México          | 1.ª           | 2021-22       | 30  | 2  | —  | —  | 6  | 0  | 36  | 2  |
| C. América · México          | 1.ª           | 2022          | 8   | 0  | —  | —  | —  | —  | 8   | 0  |
| C. América · México          | Total club    | Total club    | 183 | 22 | 22 | 4  | 22 | 1  | 227 | 27 |
| C. A. Boca Juniors Argentina | 1.ª           | 2023          | 18  | 0  | 10 | 0  | 6  | 0  | 34  | 0  |
| C. A. Boca Juniors Argentina | Total club    | Total club    | 18  | 0  | 10 | 0  | 6  | 0  | 34  | 0  |
| Total carrera                | Total carrera | Total carrera | 358 | 31 | 32 | 4  | 41 | 1  | 431 | 36 |
| 1. 2. 3.                     |               |               |     |    |    |    |    |    |     |    |

### Selección de Paraguay
Actualizado al último partido jugado el 20 de noviembre de 2022.
| Absoluta Paraguay | 2015  | 3 | 0 | 4 | 0 | — | — | 2  | 0 | 9  | 0 |
| Absoluta Paraguay | 2016  | 3 | 0 | 2 | 0 | — | — | 1  | 0 | 6  | 0 |
| Absoluta Paraguay | 2017  | 3 | 1 | — | — | — | — | 2  | 0 | 5  | 1 |
| Absoluta Paraguay | 2018  | — | — | — | — | — | — | 3  | 0 | 3  | 0 |
| Absoluta Paraguay | 2019  | — | — | 2 | 0 | — | — | 5  | 0 | 7  | 0 |
| Absoluta Paraguay | 2022  | — | — | — | — | — | — | 2  | 0 | 2  | 0 |
| Total             | Total | 9 | 1 | 8 | 0 | 0 | 0 | 15 | 0 | 32 | 1 |
| 1.                |       |   |   |   |   |   |   |    |   |    |   |

#### Partidos internacionales
| 1. | 23 de marzo de 2017 | Defensores del Chaco, Asunción, Paraguay | Ecuador | 2-1 | Clasificación para la Copa Mundial de 2018 |

## Palmarés

### Títulos nacionales
| Título               | Club               | País      | Año     |
| -------------------- | ------------------ | --------- | ------- |
| Primera División     | C. Cerro Porteño   | Paraguay  | A-2015  |
| Liga MX              | C. América         | México    | A-2018  |
| Copa México          | C. América         | México    | 2019    |
| Campeón de Campeones | C. América         | México    | 2018-19 |
| Supercopa Argentina  | C. A. Boca Juniors | Argentina | 2022    |